# Ho Dam
Ho Dam (허담 en coreano) (Wŏnsan, 6 de marzo de 1929 - Pionyang, 11 de mayo de 1991) fue un político norcoreano, que se desempeñó como Ministro de Relaciones Exteriores entre 1970 y 1983.
Fue miembro del Politburó del Partido Comunista de Corea del Norte, y presidente del Comité para la Reunificación Pacífica de la Patria, que hizo esfuerzos para reunificar la península.
Como Ministro de Relaciones Exteriores en 1977, se convirtió en el primer funcionario de alto rango de Corea del Norte en visitar los Estados Unidos. Dejó el cargo en 1983 y se convirtió en secretario del Partido del Trabajo de Corea. En 1980, acompañó al presidente Kim Il-sung a Belgrado, Yugoslavia, para el funeral del líder yugoslavo Josip Broz Tito (1892-1980).
En 1990 fue nombrado presidente del Comité de Asuntos Exteriores de la Asamblea Suprema del Pueblo.
Falleció el 11 de mayo de 1991 luego de una larga enfermedad, según la agencia Agencia Telegráfica Central de Corea, que no especificó la causa de la muerte.